# اسب کهر را بنگر
اسب کهر را بنگر (Behold a Pale Horse) عنوان فیلمی به کارگردانی فرد زینمان و محصول سال ۱۹۶۴ است. این فیلم بر اساس رمانی به نام کشتن موش در روز یکشنبه نوشته امریک پرسبرگر است.
فیلم داستان مانوئل آریگوئز مبارز مخالف حکومت اسپانیا در زمان فرانکو است که پس از پایان جنگ داخلی اسپانیا، در فرانسه به حال تبعید زندگی می‌کند. او پس از ۲۰ سال به دلیل بیماری مادرش تصمیم به بازگشت به اسپانیا را دارد ولی مأموران حکومت فرانکو هم دنبال او هستند.
در این فیلم بازیگران مشهوری چون گریگوری پک، آنتونی کوئین و عمر شریف بازی می‌کنند. زمان آن ۱۱۸ دقیقه و به صورت سیاه و سفید است.